# Acanthaster planci

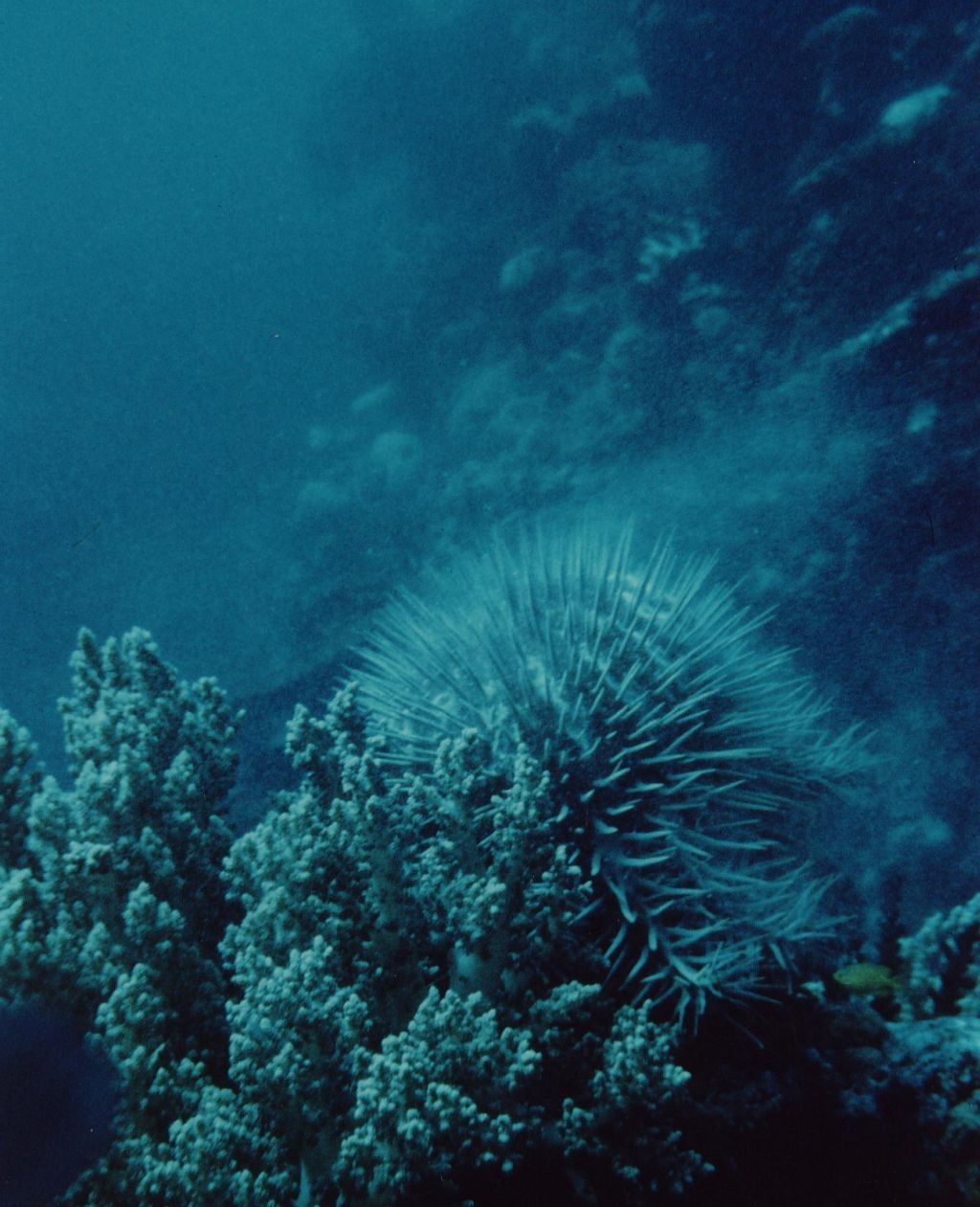
A. planci desovando

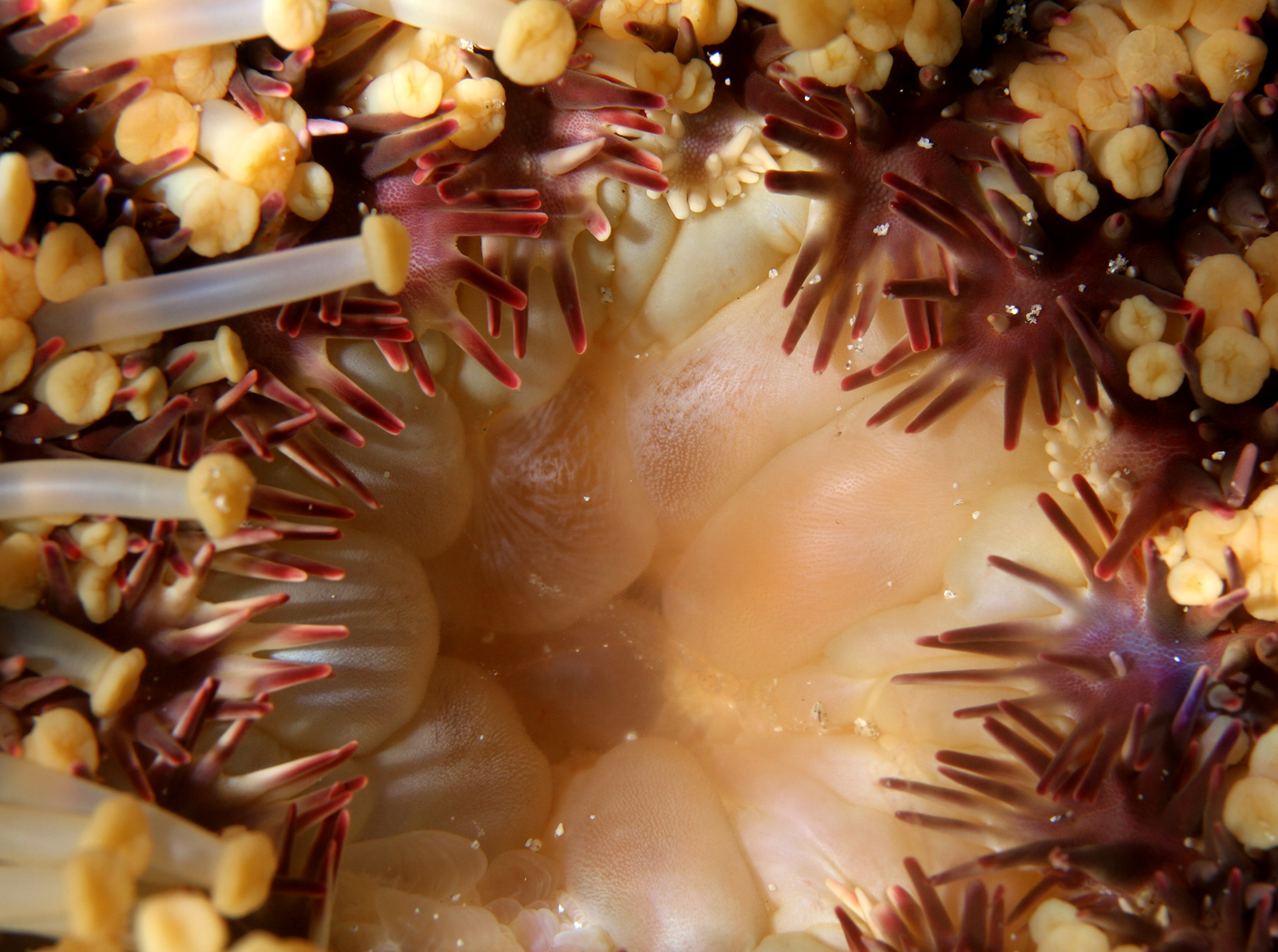
Acanthaster planci. Detalle del estómago parcialmente evertido

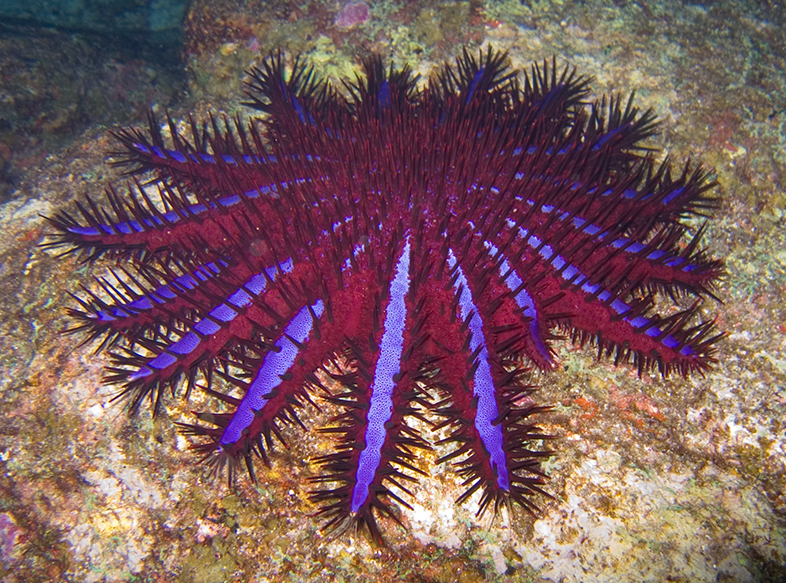
A. planci con coloración inusual

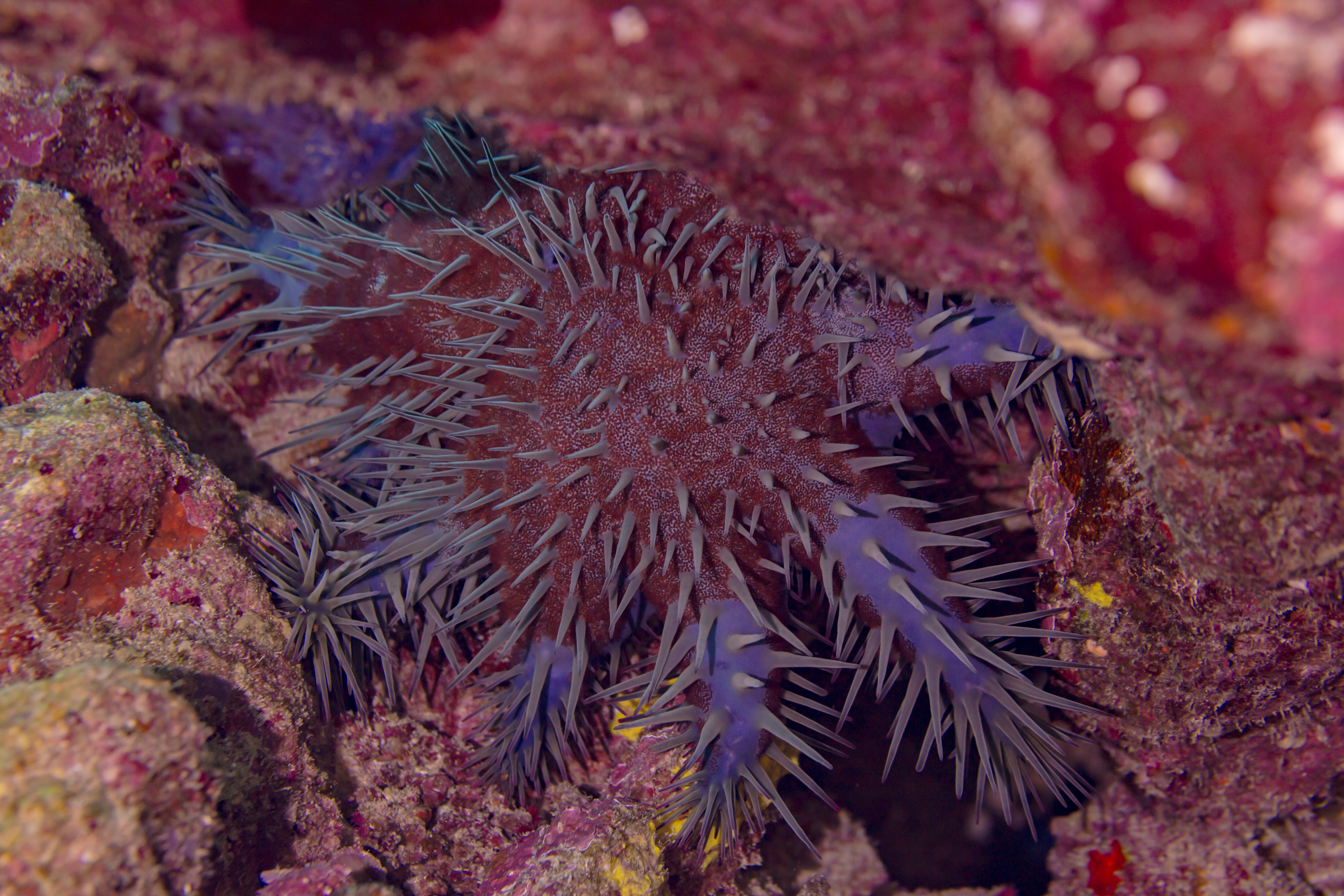
A. planci en el mar Rojo.

La corona de espinas o acantáster púrpura (Acanthaster planci) es una especie de estrella de mar, de la familia Acanthasteridae, orden Valvatida.
Esta estrella de mar se alimenta casi exclusivamente de corales duros, representando en algunas áreas, como la Gran Barrera de Arrecifes australiana,  una de las amenazas importantes para la supervivencia de los arrecifes, ya que un ejemplar de tamaño medio, devora 478 cm² de coral vivo por día.

## Descripción
Esta estrella de mar varía su coloración del marrón oscuro grisáceo al rojo, naranja o púrpura, con la punta de sus espinas en rojo o amarillo, y los pies ambulacrales en beige. Se cree que estas diferencias de coloración se deben a su dieta. Posee entre 8 y 21 brazos que radian de un disco central. Las puntas de los brazos tienen células foto-receptoras que sólo distinguen sombras o luz. Los pies ambulacrales son táctiles y, aparte de su función locomotora, le sirven para percibir el entorno. 
La boca se sitúa en el centro de su parte inferior, o aboral. El interior del cuerpo contiene el estómago, la glándula digestiva y las gónadas. El esqueleto está compuesto de pequeñas estructuras llamadas osículos, hechas de calcita de magnesio.

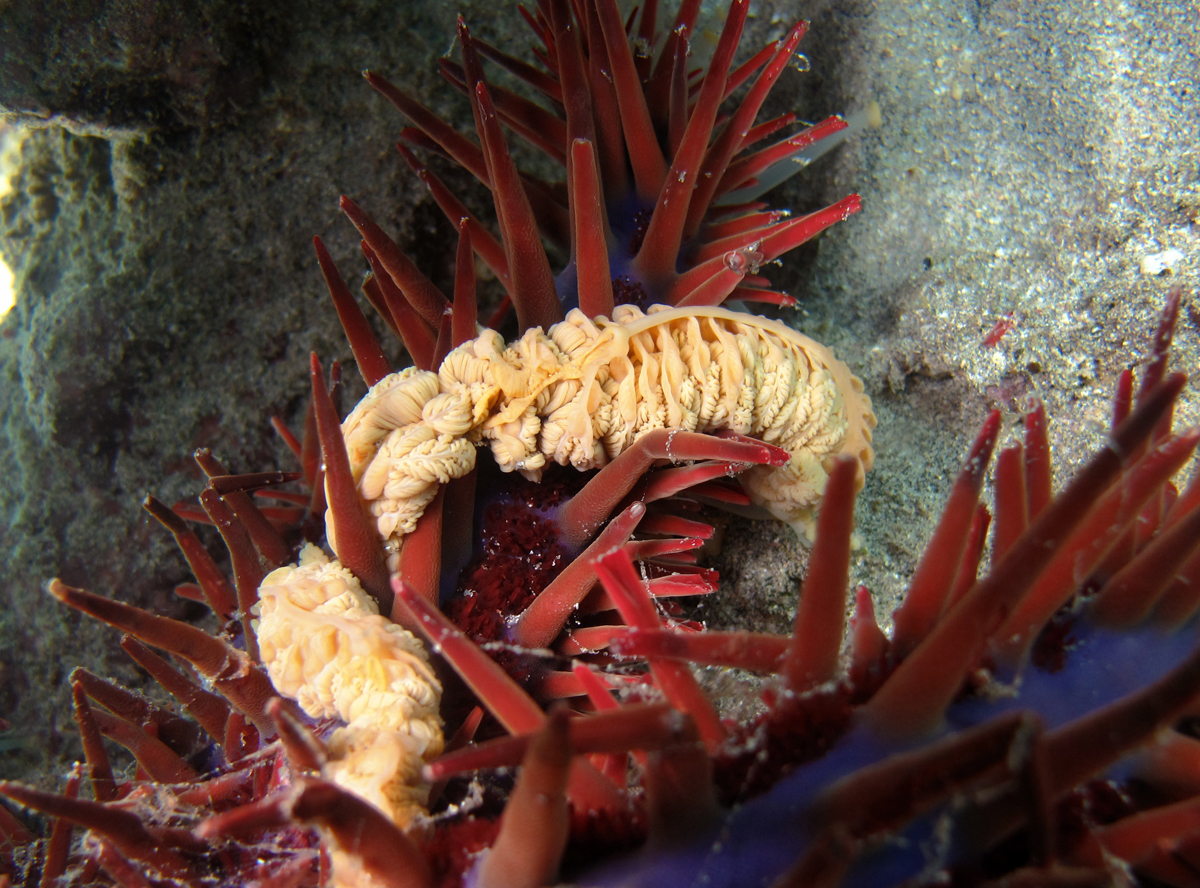
Acanthaster planci. Glándulas digestivas
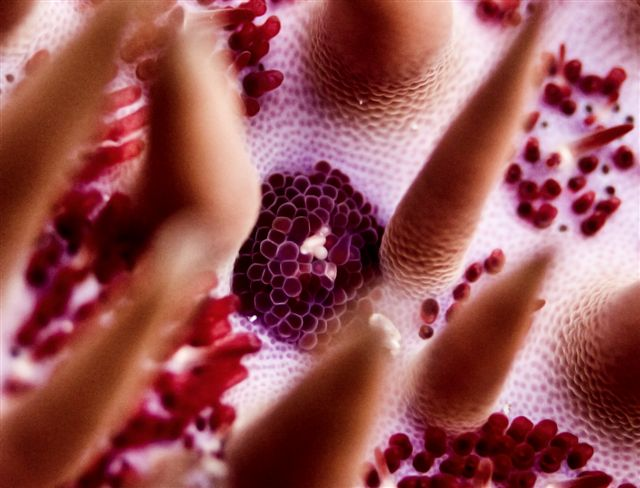
Ano de A. planci
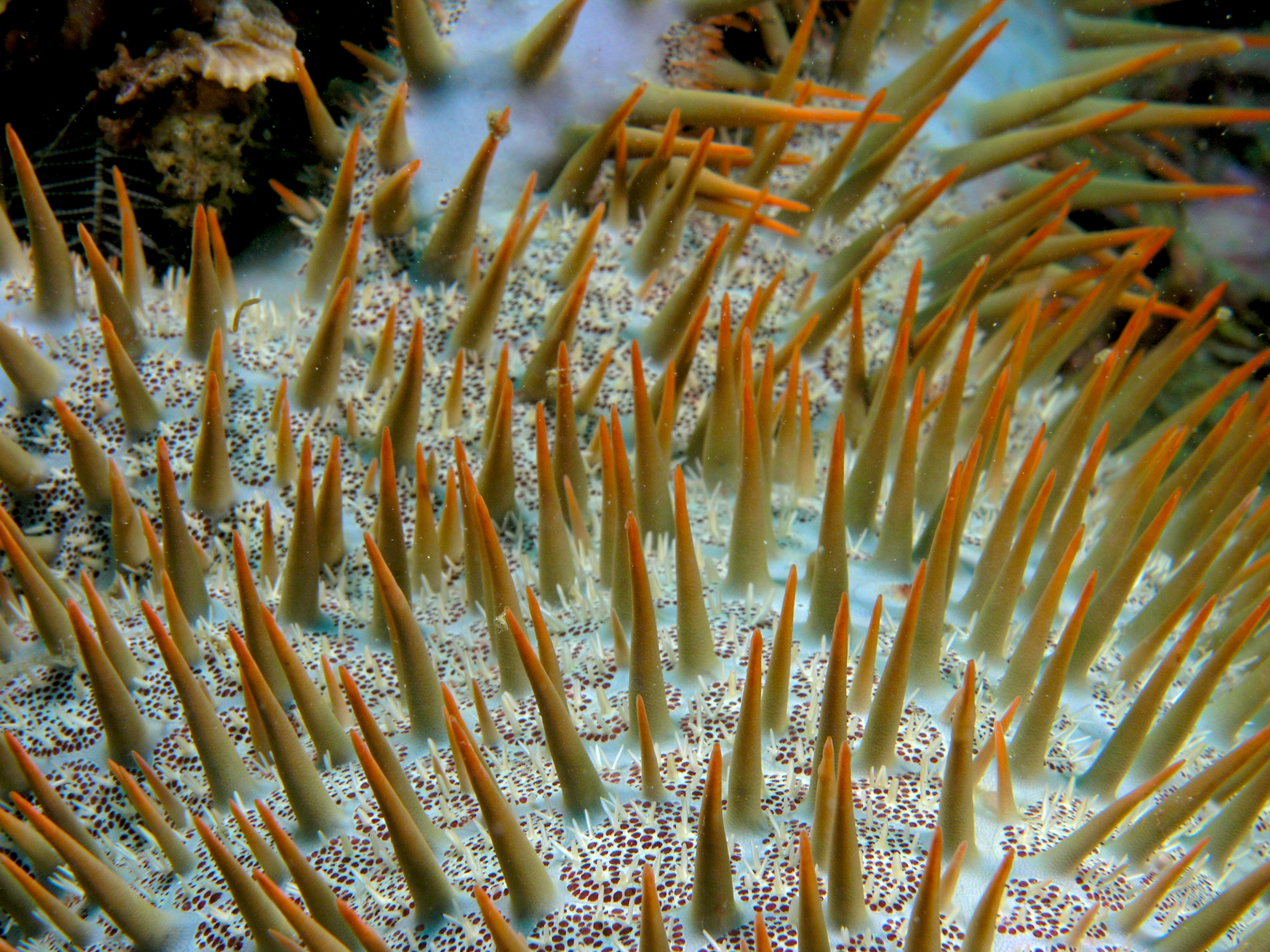
Acanthaster planci. Detalle de la piel y espinas
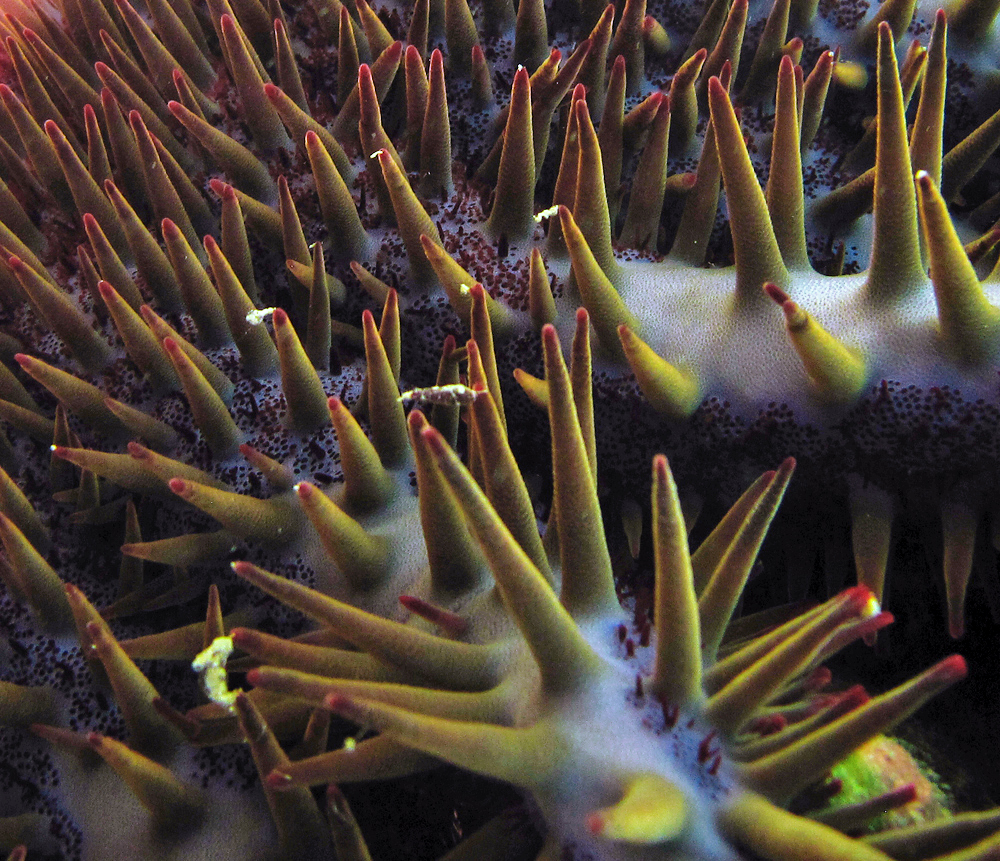
Detalle de espinas en brazos de A. planci

Está provista de espinas por todo el cuerpo que le proporcionan una buena defensa contra sus depredadores. El contacto con sus espinas provoca un dolor vivo, que puede durar unas cuatro horas, náuseas y vómitos. A menudo la región afectada alrededor del punto de contacto experimenta una fuerte inflamación con eritrema, cuyo edema puede durar varios días. 
Puede desplazarse a una velocidad de 20 metros por hora.
Su tamaño medio oscila entre 25 y 35 cm de diámetro, y llega a alcanzar un diámetro de 70 cm. Acanthaster plancii ocupa el segundo lugar entre las estrellas de mar más grandes del mundo, tan sólo la estrella girasol (Pycnopodia helianthoides) le supera en tamaño, con un diámetro de hasta 90 cm.

## Reproducción y desarrollo
Son dioicas, o de sexos separados, ovíparas y de fertilización externa. Los machos y las hembras expulsan sus gametos al agua marina, donde se produce la fertilización. Las hembras gestantes contienen entre 12 y 24 millones de huevos, pudiendo producir hasta 60 millones de huevos en una estación. 
Desovan estacionalmente durante los meses de verano, de mayo a agosto, en el hemisferio norte, y de noviembre a febrero en el hemisferio sur. Hay evidencias de que A. planci expulsa sustancias químicas al agua para estimular a los individuos cercanos al desove. La operación se materializa trepando a un saliente alto del arrecife, entonces arquea el cuerpo, y los gametos son expulsados a través de cinco poros situados en la parte aboral del cuerpo, según ondea los brazos y mueve sus pies ambulacrales vigorosamente.
Los huevos fertilizados evolucionan a larvas planctónicas, dependiendo del fitoplancton para su nutrición. Estas larvas pasan por tres etapas evolutivas: de gastrula a bipinaria, y a braquiolaria. Al final de la etapa brachiolaria, se asienta en un sustrato duro y se metamorfosea a la forma de estrella de mar juvenil. Comienza desarrollando cinco brazos, pero van aumentando según madura, hasta alcanzar incluso 21. 

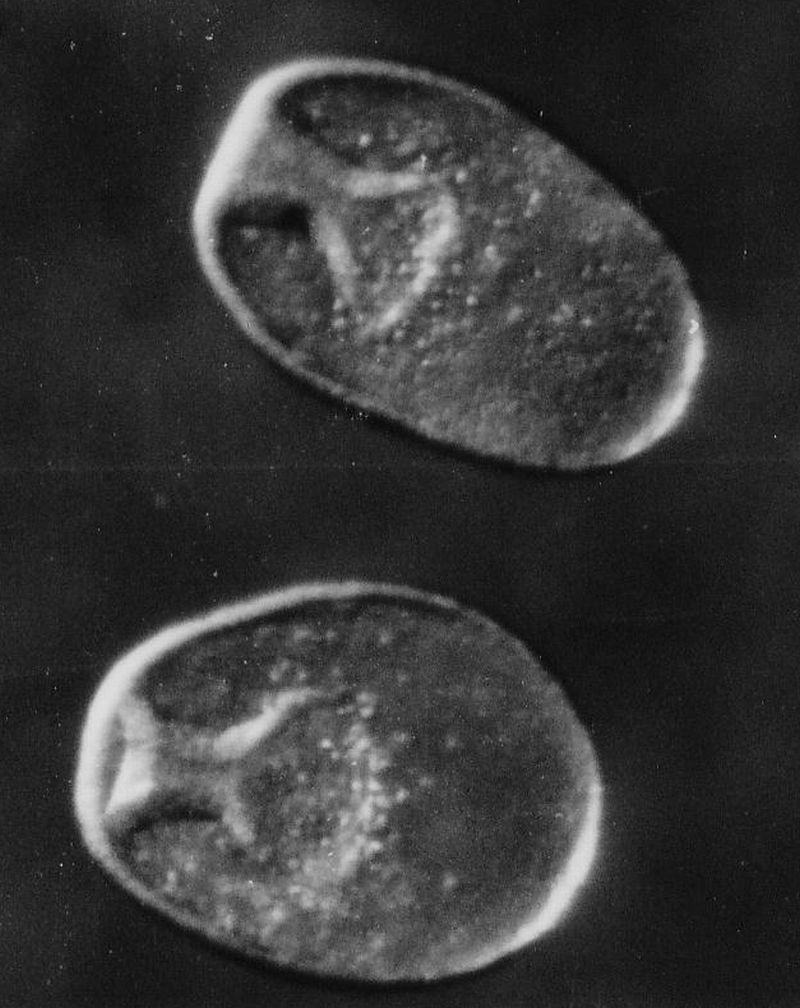
Gástrula de A. planci
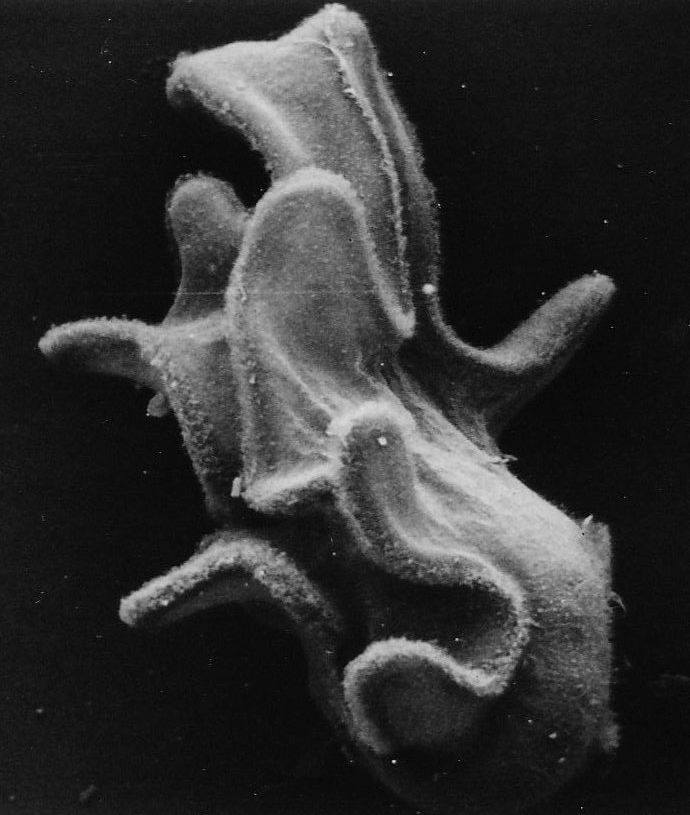
Larva bipinnaria de A. planci
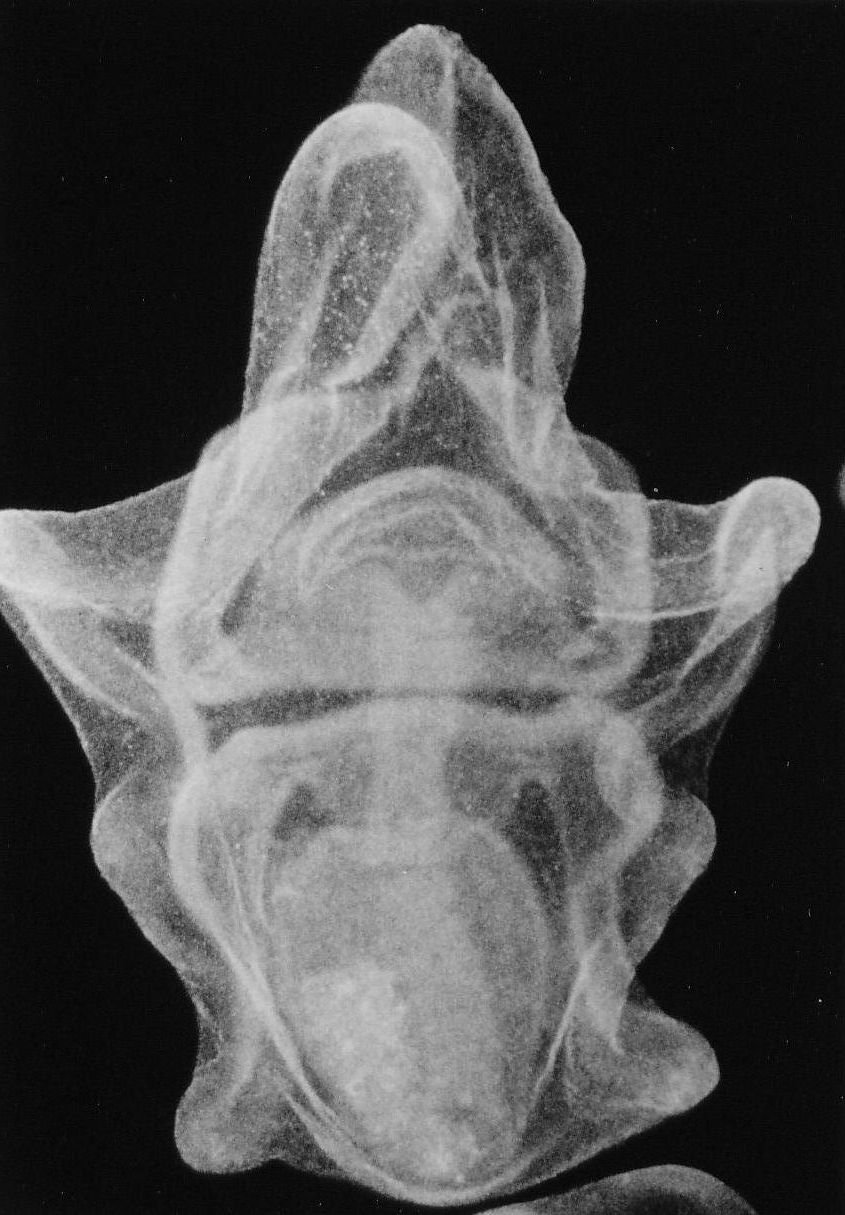
Larva brachiolaria de A. planci
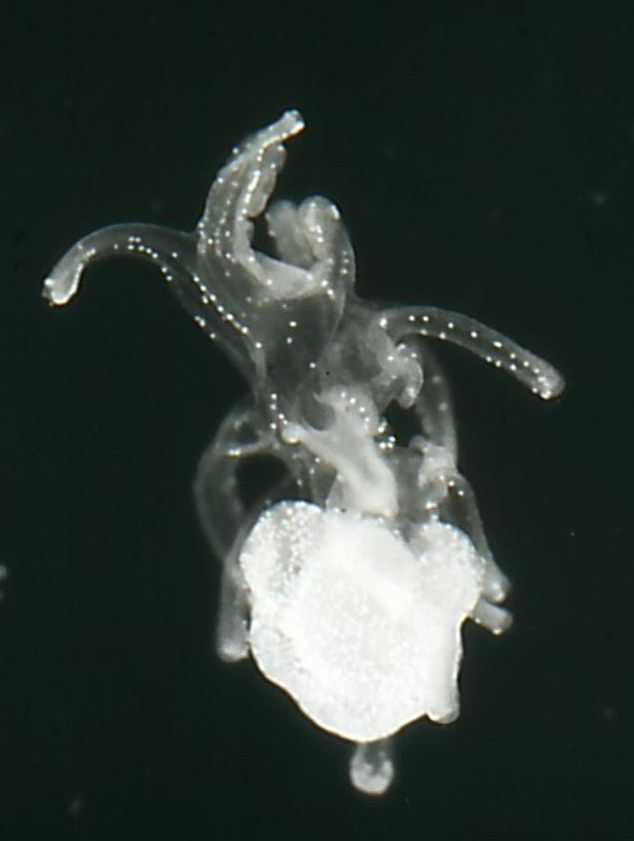
Brachiolaria final comenzando la metamorfosis

Los investigadores contemplan tres etapas de desarrollo: juvenil, subadulto y adulto. En la primera crecen rápidamente, hasta 16,7 mm por mes, y de subadulto a adulto hasta 4,5 mm por mes.
Su expectativa de vida media es de 16 años.

## Alimentación
Su dieta se constituye principalmente de corales duros, como Acropora, Pavona, Pocillopora o Porites.  Su paso queda marcado por los blancos esqueletos, vacíos de los corales de los que se alimenta. Para devorarlos evagina el estómago, sacándolo del cuerpo por la boca, y digiere los corales con sus secreciones, para absorberlos posteriormente. También se alimenta de algas y detritus.

## Hábitat y comportamiento

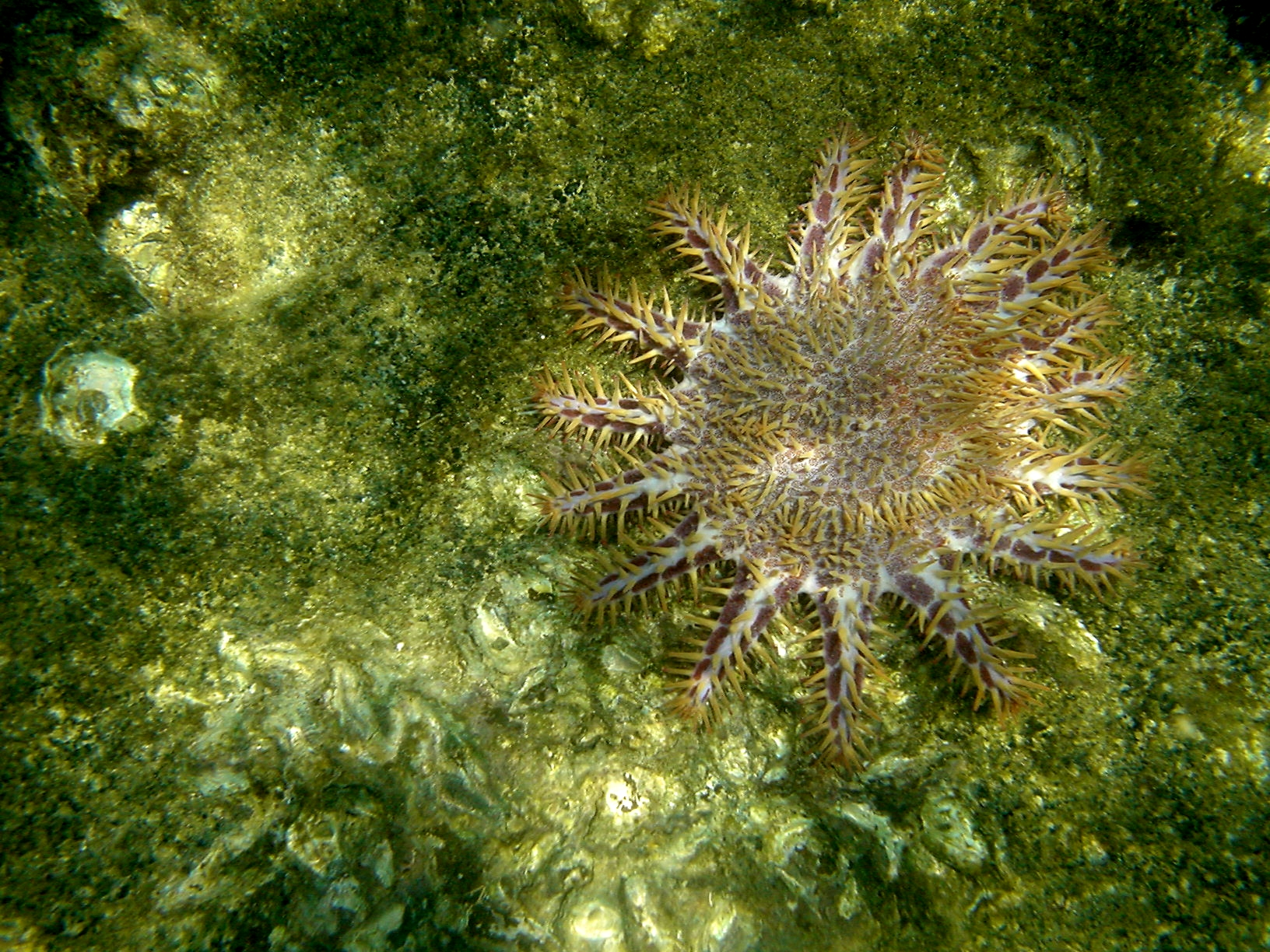
Corona de espinas (Madagascar)

Su hábitat más frecuente son los arrecifes de coral o arrecifes coralinos, especialmente las lagunas, protegidos de fuerte oleaje.
Su rango de profundidad es de 1 a 67 m, aunque la media suele hallarse sobre los 10 m.
Su rango de temperatura es entre 23.01 y 28.95 °C.
Son animales solitarios, que se alimentan en soledad, y que mantienen cierta distancia entre ellos y con los miembros de otras especies.

### Predadores
Aunque las fuertes espinas de A. planci le protegen de muchos posibles predadores, sin embargo es predada por el caracol gigante Charonia tritonis, así como por peces de las familias Balistidae y Tetraodontidae, que poseen escamas córneas y dientes puntiagudos. Son conocidos predadores los peces Balistoides viridescens, Pseudobalistes flavimarginatus y Arothron hispidus, así como el gusano de fuego Pherecardia striata o la gamba arlequín Hymenocera picta.

## Distribución
Esta especie presenta una amplia distribución en toda la región tropical indo-pacífica, desde las costas orientales africanas, el mar Rojo, pasando por el océano Índico, el océano Pacífico oeste, central, y hasta la costa de Panamá y la Isla Gorgona.
En la costa francesa mediterránea es especie invasora.

## Impacto en el ecosistema

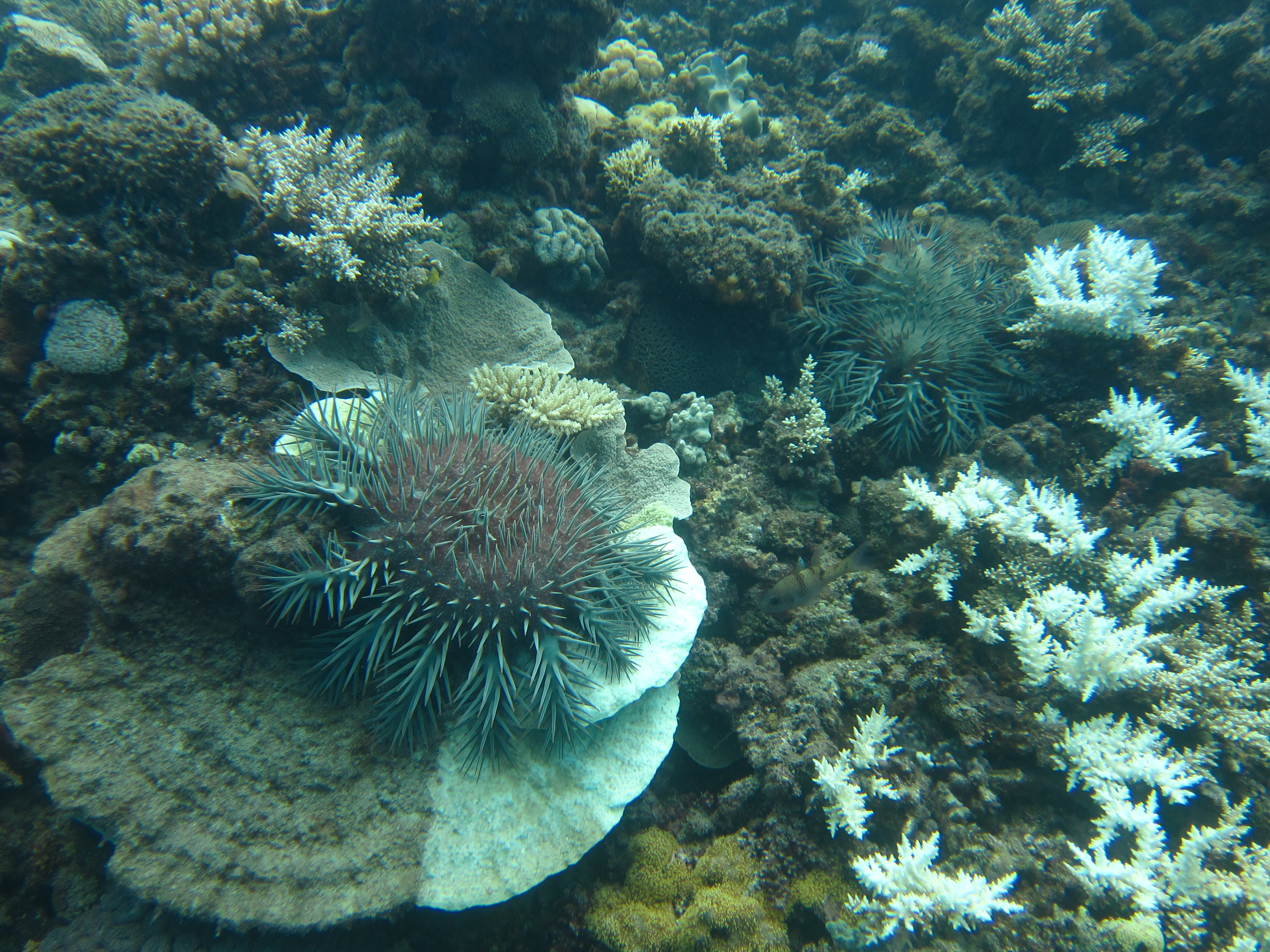
Acanthaster planci devorando corales en el arrecife Boulder, Gran Barrera de Arrecifes australiana. Los corales blancos de la imagen son los esqueletos de los corales, una vez que sus pólipos han sido comidos por la estrella de mar depredadora

Desde mediados del siglo XX se ha observado en las islas Ryukyu y, posteriormente, en la Gran barrera de coral australiana y otros lugares, una multiplicación masiva de estas estrellas de mar, hecho que supone una amenaza para las formaciones coralinas. Debido a que los lugares que ocupaban corales de los que se alimentan son tomados rápidamente por algas y otros corales no formadores de arrecifes, la formación de estos se interrumpe de manera casi definitiva. Este hecho puede llegar a tener serias consecuencias para las costas, debido a que los arrecifes coralinos protegen de los temporales. 
En su fase planctónica, la estrella está sometida a numerosos riesgos, siendo su principal depredador un tipo de caracol gigante, el caracol tonel. Este animal no es muy abundante, a lo que se suma la descontrolada captura por parte de coleccionistas. Probablemente, la escasez de su depredador natural haya provocado la multiplicación masiva de la estrella.